# Чемпионат мира по настольному теннису 1971
Чемпионат мира по настольному теннису 1971 года прошёл с 28 марта по 7 апреля в Нагое (Япония). Этот чемпионат помимо прочего известен так же и тем, что он положил начало событиям известным в истории как «Пинг-понговая дипломатия» — подготовка к визиту президента США Никсона в КНР.

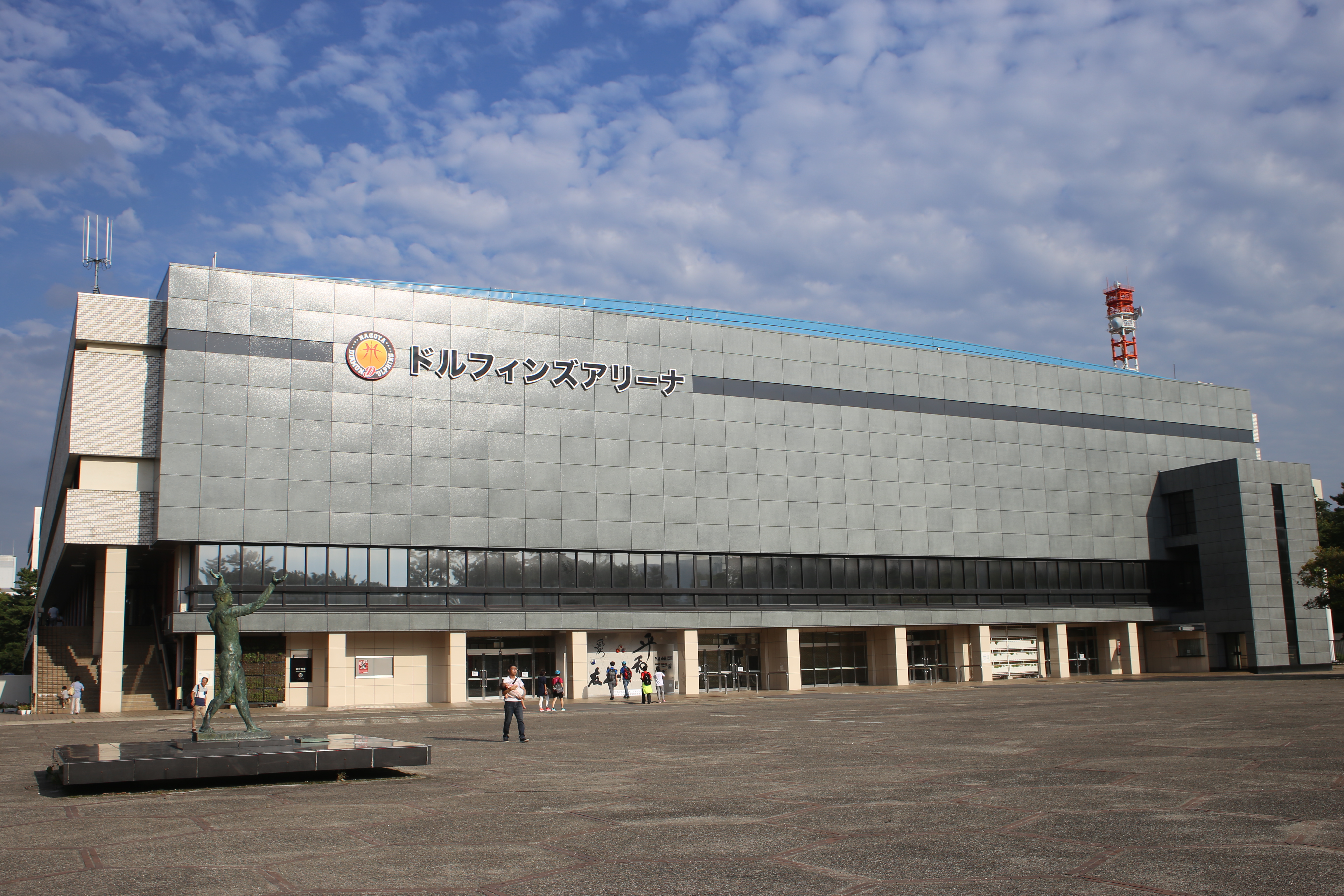
Aichi Prefectural Gymnasium

## Медали

### Команды
| Пол     | Золото                                                               | Серебро                                                                           | Бронза                                                                                             |
| ------- | -------------------------------------------------------------------- | --------------------------------------------------------------------------------- | -------------------------------------------------------------------------------------------------- |
| Мужчины | Китай · Ли Фужун · Ли Цзингуан · Лян Гэлян · Чжан Селинь · Си Эньтин | Япония · Нобухико Хасэгава · Тэцуо Иноуэ · Сигэо Ито · Мицуру Коно · Токио Тасака | Югославия · Златко Кордас · Миливой Каракашевич · Истван Корпа · Антун Стипанчич · Драгутин Шурбек |
| Женщины | Япония · Ясуко Конно · Тосико Ковада · Эмико Оба · Юкиэ Одзэки       | Китай · Ли Ли · Линь Хуэйцин · Линь Мэйцюнь · Чжэн Миньчжи                        | Республика Корея · Чой Джунсук · Чун Хюнсук · Ли Айлеса · На Инсук                                 |

### Спортсмены
| Разряд                   | Золото                      | Серебро                          | Бронза                         |
| ------------------------ | --------------------------- | -------------------------------- | ------------------------------ |
| Мужской одиночный разряд | Стеллан Бенгтссон           | Сигэо Ито                        | Си Эньтин                      |
| Мужской одиночный разряд | Стеллан Бенгтссон           | Сигэо Ито                        | Драгутин Шурбек                |
| Женский одиночный разряд | Линь Хуэйцин                | Чжэн Миньчжи                     | Илона Воштова                  |
| Женский одиночный разряд | Линь Хуэйцин                | Чжэн Миньчжи                     | Ли Ли                          |
| Мужской парный разряд    | Иштван Жоньер Тибор Клампар | Лян Гэлян Чжуан Цзэдун           | Нобухико Хасэгава Токио Тасака |
| Мужской парный разряд    | Иштван Жоньер Тибор Клампар | Лян Гэлян Чжуан Цзэдун           | Кацуюки Абэ Юдзиро Имано       |
| Женский парный разряд    | Линь Хуэйцин Чжэн Миньчжи   | Миэко Хирано Рэйко Сакамото      | Михо Хамада Юкиэ Одзэки        |
| Женский парный разряд    | Линь Хуэйцин Чжэн Миньчжи   | Миэко Хирано Рэйко Сакамото      | Юкико Каваморита Сэцуко Кобори |
| Микст                    | Чжан Селинь Линь Хуэйцин    | Антун Стипанчич Мария Александру | Эберхард Шёлер Диана Шёлер     |
| Микст                    | Чжан Селинь Линь Хуэйцин    | Антун Стипанчич Мария Александру | Токуясу Нисии Миэко Фукуно     |